# Alpina bentelioides
Alpina bentelioides är en fjärilsart som beskrevs av Eugen Wehrli 1921. Alpina bentelioides ingår i släktet Alpina och familjen mätare. Inga underarter finns listade i Catalogue of Life.